# Idrijska Bela
Idrijska Bela este o localitate din comuna Idrija, Slovenia, cu o populație de 82 de locuitori.